# 國立雷省科技大學
國立雷省科技大學，亦稱雷省國立科技大學，（英文：Nueva Ecija University of Science and Technology, NEUST）是位於菲律賓位於呂宋島中部，建立於1927年，為青年提供木工、基本電信技術等訓練的職業訓練學校。於1998年升格為大學。
該校學位認受性備受質疑，在《QS世界大學排名》及《泰晤士高等教育世界大學排名》榜上無名。即使在菲律賓國內，該校亦百大不入。

## 涉及假學歷事件
國立雷省科技大學曾和香港的國力書院合作，提供遙距博士課程。國力書院於2015年起被揭發涉假學歷事件。
根據《蘋果日報》2016年1月的報導，國力書院曾協助至少十名報讀國立雷省科技大學博士工程管理哲學博士學位，在文件上將入學日期推前5個月至2年多不等，以便提早畢業。該十名學生來自機電工程、消防工程等不同範疇，當中不乏居要職人士。涉事10人包括香港品質保證局前行政總裁、上市公司王氏港建集團執行董事鄺敏恆。根據紀錄，鄺是經匯智豐教育中心的介紹報讀課程，其報名表的日期為2012年2月，但NEUST發出的入學通知書日期卻是2011年1月，顯示有人將入學日期推前；有關通知書是由國力書院創辦人李以力以NEUST國際課程總監的身份簽發。

## 著名校友
- 李以力：國力書院（現名「培領書院」）創辦人。他擁有7個博士學位。在2003年至2006年，李以力同時攻讀菲律賓國立雷省科技大學的教育管理博士及比立勤國立大學的工商管理博士課程，兩個課程的學業成績單均由李以力以「教務長」及「課程總監」名義簽發給自己。[3]

- 鄒兆鵬：香港理工大學企業發展院課程總監，博士學位。[1]

- 鄺敏恆：香港品質保證局前行政總裁、上市公司王氏港建集團執行董事。[4]

- 劉國昌：金門建築工程經理。他稱報名後沒入讀，但國力書院紀錄顯示他有畢業。[4]

- 譚順生：譚芷昀的父親，自稱「聲樂訓練專家譚博士」、「Dr. Steve」，自稱用兩年時間完成工商管理哲學博士學位，2008年畢業。[5]